# Francesca da Rimini (Zandonai)

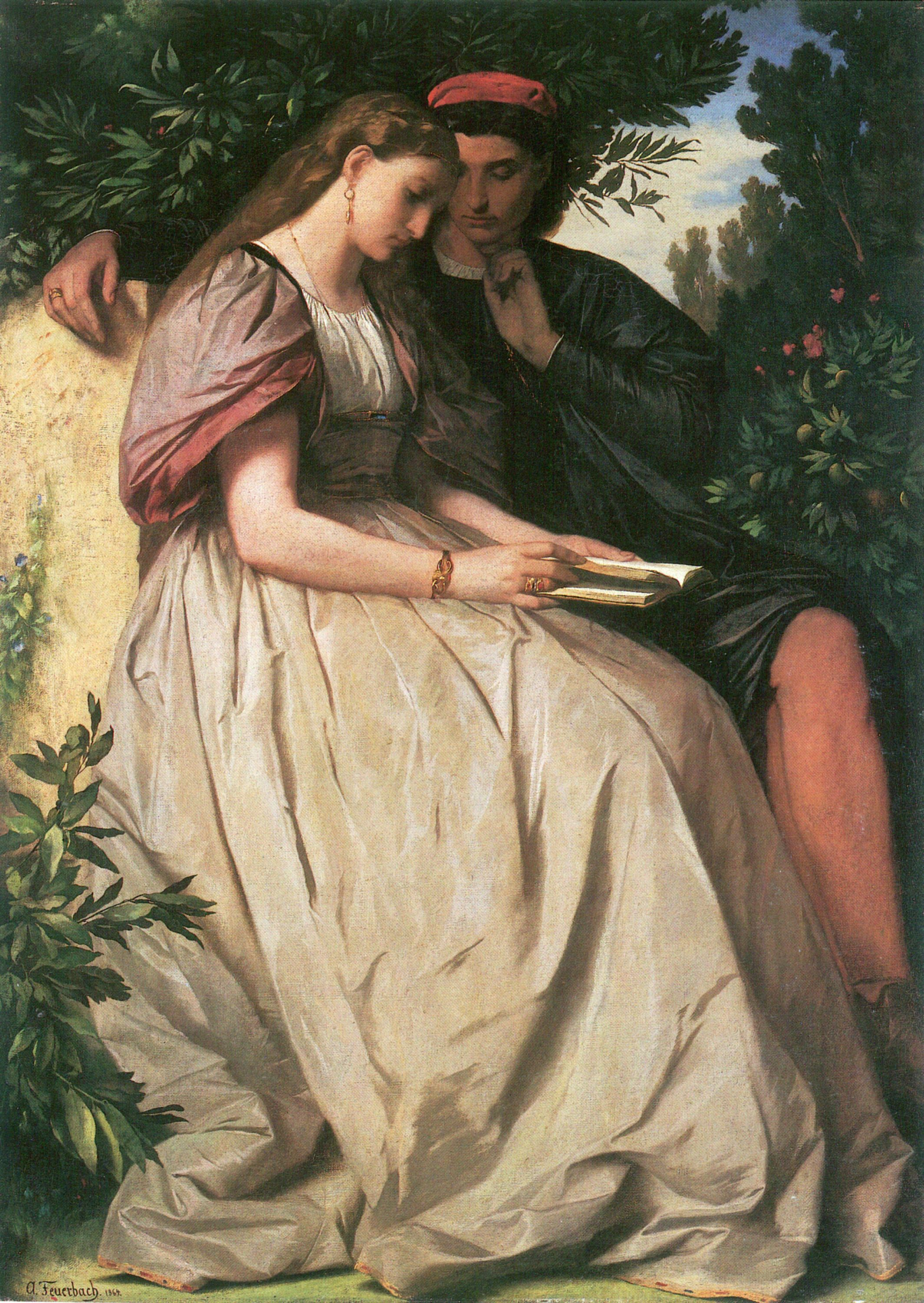
Francesca Da Rimini e Paolo, por Anselm Feuerbach

Francesca da Rimini é uma ópera em 4 actos composta por Riccardo Zandonai, com libretto de Tito Ricordi (1865-1933), segundo uma peça de teatro de Gabriele D'Annunzio. Foi estreada no Teatro Regio em Turim a 19 de Fevereiro de 1914, sendo ainda ocasionalmente apresentada.
Esta ópera é a mais conhecida de Zandonai, classificada como "um dos melodramas italianos mais originais e bem conseguidos do século XX, (que) combina um dom poderoso para melodias italianas ... com um excepcional domínio da orquestração". Algumas das grandes cantoras líricas interpretaram o papel de "Francesca", incluindo Gilda dalla Rizza, Magda Olivero (que gravou excertos da ópera em 1969, para a Decca) e Renata Scotto.

## Personagens
| Personagem           | Voz           |
| -------------------- | ------------- |
| Francesca da Rimini  | soprano       |
| Paolo                | tenor         |
| Gianciotto           | barítono      |
| Malatestino          | tenor         |
| Adonella             | mezzo-soprano |
| Altichiara           | contralto     |
| Il Balestiere        | tenor         |
| Biancofiore          | soprano       |
| Garsenda             | soprano       |
| Il Giullare          | baixo         |
| Ostasio              | barítono      |
| Samaritana           | soprano       |
| Ser Toldo Berardengo | tenor         |
| Smaragdi             | contralto     |
| Il Torregiano        | barítono      |
| Voce del Prigioniero | tenor         |

## Sinopse
A história passa-se em Ravena e Rimini.
Francesca, filha de Guido da Polenta, foi prometida em casamento, por razões de estado, a  Giovanni, conhecido por Gianciotto, o filho deformado de Malatesta de Verrucchio. Como Francesca se recusaria seguramente a casar com o disforme Gianciotto, é ardilosamente apresentada (no acto I)ao seu atraente irmão mais novo, Paolo, conhecido como il Bello. Convencida que Paolo é o seu noivo, Francesca apaixona-se por ele à primeira vista, no que é correspondida por Paolo, embora nunca tenham oportunidade de trocar sequer uma palavra.
O acto II inicia-se com uma luta entre Guelfos e Gibelinos. Numa plataforma da torre dos Malatesti, Francesca, já casada com Gianciotto, encontra Paolo e critica-o gentilmente pela fraude de que foi vítima. Paolo protesta a sua inocência e revela-lhe a sua intensa paixão por ela. Quando Gianciotto traz a notícia da eleição de Paolo como Capitão do Povo de Florença, este é obrigado a partir.
No acto III, Francesca, no seu luxuoso apartmento, lê a história de Lancelot e Guinevere às suas aias. Dança, e cantam celebrando a chegada da Primavera até que, ao receber um recado sussurrado por um escravo, Francesca termina a festa. Paolo, doente e saudoso, regressou de Florença e entra nos aposentos; Francesca tenta continuar a leitura da história de Guinevere mas, com as emoções descontroladas, ambos se abraçam num longo e apaixonado beijo.
Já no acto IV, Malatestino, o irmão mais novo de Gianciotto, também ele secretamente apaixonado por Francesca, sabe do encontro desta com Paolo e corre a contá-lo a Giancotto, que se resolve a descobrir, ele próprio, a verdade. Espera à porta do quarto de Francesca e, surpreendendo-a com Paolo no dealbar da madrugada, mata-os aos dois impiedosamente.

## Gravações seleccionadas
| Ano  | Intérpretes (Francesca, Paolo, Gianciotto, Samaritana, Ostasio, Malatestino)                   | Maestro, Teatro e Orquestra                          | Editora                                      |
| ---- | ---------------------------------------------------------------------------------------------- | ---------------------------------------------------- | -------------------------------------------- |
| 1984 | Renata Scotto, Plácido Domingo, Cornell MacNeil, Natalia Rom, Richard Fredricks, William Lewis | James Levine, Orquestra e coro da Metropolitan Opera | DVD: Deutsche Grammophon Cat: 00440 073 4313 |